# Циангидрины

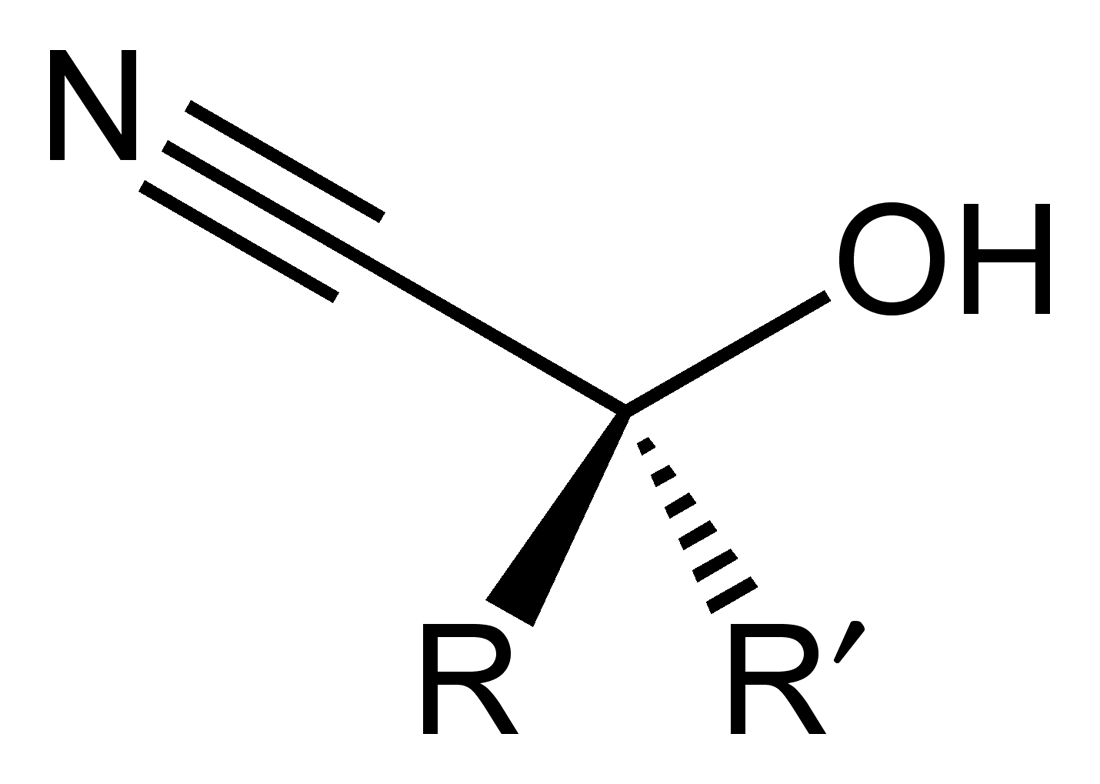
Циангидрины

Циангидри́ны (α-гидроксинитрилы, нитрилы α-оксикислот) — соединения, содержащие нитрильную и гидроксильную группы при одном углеродном атоме, формально могут считаться продуктами присоединения синильной кислоты к альдегидам и кетонам.
По  номенклатуре ИЮПАК циангидрины именуются как гидроксинитрилы, однако используются и тривиальные названия, образованные добавлением суффикса -циангидрин к названию карбонильного соединения-предшественника, например, {\displaystyle {\ce {(CH3)2C(OH)CN}}} — ацетонциангидрин (2-гидрокси-2-метилпропаннитрил).

## Свойства и реакционная способность
Реакционная способность циангидринов обусловлена наличием спиртовой и нитрильной групп с некоторыми особенносями реакционной способности гидроксила, обусловленной электронакцепторным влиянием нитрильной группы.
Так, циангидрины, как и спирты, ацилируются хлорангидридами карбоновых кислот, этерифицируются азотной кислотой с образованием нитроэфиров, присоединяются к виниловым эфирам с образованием ацеталей, реагируют с пентахлоридом фосфора с замешением гидроксила на галоген, образуя α-хлорнитрилы.
Однако при взаимодействии с аммиаком и гидразином, в отличие от алифатических спиртов, происходит замещение гидроксила на амино- или гидразиновую группу, при этом образуются α-амино или α-гидразинонитрилы.
Под действием водоотнимающих агентов (пентаоксида фосфора {\displaystyle {\ce {P2O5}}}, оксихлорида серы {\displaystyle {\ce {SOCl2}}}) или катализаторов при нагревании алифатические циангидрины отщепляют воду, образуя 1,2-ненасыщенные нитрилы, так, из циангидрина ацетальдегида (нитрила молочной кислоты) образуется акрилонитрил:
{\displaystyle {\ce {CH3CHO + HCN -> CH3CH(OH)CN ->[{\ce {-H2O}}] CH2=CHCN}}}.
Как и нитрилы, циангидрины гидролизуются до амидов и далее до α-гидроксикарбоновых кислот, в жестких условиях в случае алифатических циангидринов гидролиз может сопровождаться отщеплением гидроксильной группы, что ведет к образованию 1,2-ненасыщенных амидов или карбоновызх кислот. Так, ацетонциангидрин при нагревании 98 % серной кислоте образует метакриламид:
{\displaystyle {\ce {(CH3)2C(OH)CN + H2O -> CH2=C(CH3)CONH2}}}.

## Синтез

### Действие цианидов на карбонильные соединения
Основным методом синтеза как в лабораторной практике, так и в промышленности является присоединение цианистого водорода к карбонильным соединениям:
{\displaystyle {\ce {RR^1CO + HCN -> RR^1C(OH)CN}}}.
В эту реакцию вступают алифатические, большинство ароматических и многие гетероциклические альдегиды, алифатические и алициклические кетоны. Ароматические кетоны в реакцию не вступают. Образованию циангидринов препятствуют стерические затруднения, в случае ароматических и гетероциклических альдегидов, в которых ароматический заместитель стабилизирует образование циангидрин-карбаниона; побочным процессом является бензоиновая конденсация карбаниона со второй молекулой альдегида:
Реакция может проводиться в щелочной водной или водно-спиртовой среде с цианидами щелочных металлов в присутствии {\displaystyle {\ce {KOH}}} или {\displaystyle {\ce {Na2CO3}}} при температурах 0—50 °C (модификация Ульте) либо с использованием цианистого водорода в момент выделения при добавлении уксусной кислоты в водный раствор цианида щелочного металла и карбонильного соединения при 20—30 °C (модификация Уреха).
Циангидрины могут быть также получены действием цианидов на бисульфитные производные альдегидов и кетонов:
В качестве «безцианидного» метода синтеза циангидринов альдегидов используется обменная реакция с циангидридами кетонов (обычно с легкодоступным ацетонциангидрином):
{\displaystyle {\ce {RCHO + (CH3)2C(OH)CN -> RC(OH)CN + (CH3)2CO}}}.
Для синтеза циангидринов ароматических кетонов, не образующихся в классических условиях реакции, в качестве синтетического эквивалента цианид-иона или синильной кислоты используется триметилсилилцианид, что позволяет синтезировать циангидрины бензофенонов. Реакция идет через образование триметилсилильных производных циангидринов, которые затем в кислотных условиях гидролизуются до циангидринов.
Использование триметилсилилцианида также позволяет синтезировать триметилсилилциангидрин p-бензохинона.

### Другие методы синтеза
Циангидрины могут быть синтезированы и функционализацией соответствующих α-гидроксисоединений.
Так, оксимы α-гидроксиальдегидов под действием кислотных и ацилирующих агентов (уксусный ангидрид и т. п.) образуют циангидрины:
{\displaystyle {\ce {RR^1C(OH)-CH=NOH + Ac2O -> RR^1C(OH)-CH=NOAc + AcOH;}}}
{\displaystyle {\ce {RR^1C(OH)-CH=NOAc -> RR^1C(OH)CN + AcOH}}}.

## Применение

### Промышленное применение
Ацетонциангидрин является крупнотоннажным продуктом органического синтеза и используется как сырье в производстве производных метакриловой кислоты — метилметакрилата:
{\displaystyle {\ce {(CH3)2C(OH)CN + H2SO4 -> CH2=C(CH3)CONH2.H2SO4;}}}
{\displaystyle {\ce {CH2=C(CH3)CONH2.H2SO4 + CH3OH -> CH2=C(CH3)COOCH3 + NH4HSO4}}}.
метакрилонитрила:
{\displaystyle {\ce {(CH3)2C(OH)CN -> CH2=C(CH3)CN + H2O}}}
и других соединений, применяемых в качестве мономеров для получения полимеров — полиакрилатов.

### Использование в органическом синтезе
Взаимодействие циангидридов альдегидов с альдегидами в присутствии хлороводорода в безводных условиях приводит к образованию оксазолов, эта реакция идет через присоединение хлороводорода к нитрильной группе циангидрина с образованием имидоилхлорида используется как препаративный метод синтеза (синтез оксазолов по Фишеру):
Образование циангидринов из альдоз является первой стадии их гомологизации по Килиани-Фишеру:
Синтез циангидринов — нитрилов альдоновых кислот из оксимов альдоз с дальнейшим отщеплением от них цианистого водорода используется в химии углеводов как метод укорочения углеродной цепи альдоз на одно звено (реакция Воля):
Циангидрины также используются в модифицированном синтезе α-аминокислот по Штреккеру в модификации Тимана. В этом методе циангидрины вводятся в реакцию с аммиаком с образованием α-аминонитрилов, которые далее гидролизуются до α-аминокислот:
Триметилсилилциангидрины, в отличие от циангидринов, могут быть депротонированы действием диизопропиламида лития до соответствующих карбанионов:
{\displaystyle {\ce {RCH(CN)OSi(CH3)3 -> RC^-(CN)OSi(CH3)3,}}}
которые могут быть введены в реакцию с альдегидами или кетонами, образуя после дальнейшего гидролиза ацилоины:
{\displaystyle {\ce {RC^-(CN)OSi(CH3)3 + R^1R^2C=O -> R^1R^2C(-O^-)-CR(CN)OSi(CH3)3,}}}
{\displaystyle {\ce {R^1R^2C(-O^-)-CR(CN)OSi(CH3)3 + 2 H2O -> R^1R^2C(OH)-COR + HCN + [(CH3)3SiOH]}}}.
Триметилсилилоксинитрил-карбанионы также могут быть алкилированы алкилгалогенидами и далее гидролизованы до кетонов заданной структуры:
{\displaystyle {\ce {RC^-(CN)OSi(CH3)3 + R^1Hal -> RR^1C(CN)OSi(CH3)3 + Hal^-,}}}
{\displaystyle {\ce {RR^1C(CN)OSi(CH3)3 + H2O -> RR^1CO + HCN + [(CH3)3SiOH]}}}.

## Нахождение в природе

Амигдалин — генцибиозид бензальдегидциангидрина (нитрила миндальной кислоты).

Циангидрины являются агликонами цианогенных гликозидов, встречающихся во многих видах растений: бензальдегидциангидрин амигдалина растений рода слива Prunus и дуррина сорго, ацетонциангидрин линамарина маниоки и льна, этилметилкетонциангидрин лотаустралина маниоки, клевера ползучего и Lotus australis и др.
Высвобождающиеся при гидролизе цианогенных гликозидов циангидрины в физиологических условиях разлагаются с образованием соответствующего карбонильного соединения и синильной кислоты, что обуславливает токсичность растений, содержащих цианогенные гликозиды.
У двупарноногих многоножек рода Aphelora — A. corrugata и A. trimaculata бензальдегидциангидрин (наряду с бензоилцианидом) синтезируется и накапливается в ядовитых железах и в случае опасности гидролизуется с выделением синильной кислоты.